# Grotesk Burlesk Tour
Grotesk Burlesk es el nombre de la novena gira de la banda Marilyn Manson para promocionar su trabajo discográfico de The Golden Age of Grotesque, que fue puesto a la venta el 13 de mayo de 2003, publicado por el sello discográfico Interscope Records, quien se encargó de la promoción de la gira. Tuvo una duración de un año y recorrió Norteamérica, Oceanía, Europa y Asia.

## Miembros de la banda
- Voz: Marilyn Manson
- Guitarras: John 5
- Bajo: Tim Sköld
- Teclados: Madonna Wayne Gacy
- Batería: Ginger Fish

## Actos soporte
- Queen Adreena
- Apocalyptica
- Mudvayne
- Peaches

## Lista de canciones
1. «Repent» (usado como introducción)
2. «Theater» (usado como introducción)
3. «This Is the New Shit»
4. «Disposable Teens»
5. «Irresponsible Hate Anthem»
6. «Astonishing Panorama of the Endtimes» (tocada solo en una fecha)
7. «Use Your Fist and Not Your Mouth»
8. «Great Big White World»
9. «Lunchbox» (no cantando; hablado en versos, solo en algunas fechas)
10. «1996» (no cantado; hablado en versos, solo en algunas fechas)
11. «Rock is Dead»
12. «MOBSCENE»
13. «Tainted Love»
14. «Para-Noir» (solo en algunas fechas)
15. «Tourniquet»
16. «Baboon Rape Party» (tocada en una sola fecha)
17. «The Dope Show»
18. «(s)AINT»
19. «The Golden Age of Grotesque»
20. «Doll-Dagga Buzz-Buzz Ziggety-Zag»
21. «Sweet Dreams (Are Made of This)» (con outro de "The Reflecting God")
22. «Rock 'n' Roll Nigger» (tocada en una sola fecha)
23. «Obsequey (The Death of Art)»
24. «It's a Small World» (tocada en una sola fecha)
25. «The Fight Song»
26. «The Beautiful People»
27. «Better of Two Evils» (tocada en una sola fecha)

### Set List
| Europa #1 & México |
| --- |
| - "Repent" (intro) 1. "Theater" 2. "This is The New Shit" 3. "Disposable Teens" 4. "Use Your Fist and Not Your Mouth" 5. "Great Big White World" 6. "Rock Is Dead" 7. "mOBSCENE" 8. "Tainted Love" 9. "The Dope Show" 10. "(s)AINT" 11. "The Golden Age of Grotesque" 12. "Doll-Dagga Buzz-Buzz Ziggety-Zag" 13. "Sweet Dreams (Are Made of This)" (con outro de "The Reflecting God") 14. "The Fight Song" 15. "The Beautiful People" |

| Norteamérica #1: Ozzfest 2003 |
| --- |
| - "Theater" (intro) 1. "This is The New Shit" 2. "Disposable Teens" 3. "Use Your Fist and Not Your Mouth" 4. "Rock Is Dead" 5. "mOBSCENE" 6. "The Dope Show" 7. "The Golden Age of Grotesque" 8. "Doll-Dagga Buzz-Buzz Ziggety-Zag" 9. "Sweet Dreams (Are Made of This)" (con outro de "The Reflecting God") 10. "The Fight Song" 11. "The Beautiful People" |

| Australia, Asia & Europa #2 |
| --- |
| - "Repent" (intro) 1. "Theater" 2. "This is The New Shit" 3. "Disposable Teens" 4. "Irresponsible Hate Anthem" (solo tocado en Australia & Asia) 5. "Use Your Fist and Not Your Mouth" 6. "Great Big White World" 7. "Rock Is Dead" 8. "mOBSCENE" 9. "Tainted Love" 10. "The Dope Show" 11. "(s)AINT" 12. "The Golden Age of Grotesque" 13. "Doll-Dagga Buzz-Buzz Ziggety-Zag" 14. "Sweet Dreams (Are Made of This)" (con otro de "The Reflecting God") 15. "Obsequey (The Death of Art)" (solo tocado en Europa) 16. "The Fight Song" 17. "The Beautiful People" |

| Norteámerica #2 & #3 |
| --- |
| - "Repent" (intro) 1. "Theater" 2. "This is The New Shit" 3. "Disposable Teens" 4. "Use Your Fist and Not Your Mouth" 5. "Great Big White World" 6. "Rock Is Dead" 7. "mOBSCENE" 8. "Tainted Love" 9. "Tourniquet" (solo tocado en norteámerica #2) 10. "The Dope Show" 11. "(s)AINT" 12. "The Golden Age of Grotesque" 13. "Doll-Dagga Buzz-Buzz Ziggety-Zag" 14. "Sweet Dreams (Are Made of This)" (con outro de "The Reflecting God") 15. "Obsequey (The Death of Art)" (solo tocado en norteámerica #2) 16. "The Fight Song" 17. "The Beautiful People" 18. "Irresponsible Hate Anthem" (solo tocado en norteámerica #2) |

## Fechas
| Fecha                    | Ciudad             | País            | Lugar                           |
| ------------------------ | ------------------ | --------------- | ------------------------------- |
| Europa #1                |                    |                 |                                 |
| 11 de abril de 2003      | Berlín             | Alemania        | Volksbuehne                     |
| 15 de abril de 2003      | Londres            | Inglaterra      | Rogue                           |
| 29 de mayo de 2003       | Lisboa             | Portugal        | Rock In Rio                     |
| 30 de mayo de 2003       | Madrid             | España          | Festimad                        |
| 31 de mayo de 2003       | Derby              | Inglaterra      | Download Festival               |
| 2 de junio de 2003       | Glasgow            | Escocia         | Braehead Arena                  |
| 4 de junio de 2003       | Londres            | Inglaterra      | Brixton Academy                 |
| 7 de junio de 2003       | Milán              | Italia          | A Day at the Border             |
| 8 de junio de 2003       | Nürburgring        | Alemania        | Rock am Ring                    |
| 10 de junio de 2003      | Posnania           | Polonia         | Posnania Arena                  |
| 12 de junio de 2003      | Vilnius            | Lituania        | Estadio Žalgiris                |
| 14 de junio de 2003      | Dresden            | Alemania        | Messe Halle                     |
| 15 de junio de 2003      | Nimega             | Países Bálticos | Fields of Rock                  |
| 17 de junio de 2003      | Lovaina            | Bélgica         | Brabanthallen                   |
| 20 de junio de 2003      | Viena              | Austria         | Festival de Viena               |
| 21 de junio de 2003      | Tábor              | República Checa | Festival Planet Roxy            |
| Norteamérica #1: Ozzfest |                    |                 |                                 |
| 28 de junio de 2003      | San Antonio        | Estados Unidos  | Verizon Wireless Amphitheatre   |
| 29 de junio de 2003      | Dallas             | Estados Unidos  | Rogue                           |
| 2 de julio de 2003       | Phoenix            | Estados Unidos  | Cricket Pavilion                |
| 3 de julio de 2003       | Chula Vista        | Estados Unidos  | Coors Amphitheatre              |
| 5 de julio de 2003       | Devore             | Estados Unidos  | Glen Helen Blockbuster Pavilion |
| 6 de julio de 2003       | Las Vegas          | Estados Unidos  | House of Blues                  |
| 8 de julio de 2003       | San Francisco      | Estados Unidos  | Shoreline Amphitheater          |
| 9 de julio de 2003       | Sacramento         | Estados Unidos  | Sleep Train Amphitheatre        |
| 11 de julio de 2003      | Vancouver          | Canadá          | Orpheum Theater                 |
| 12 de julio de 2003      | Seattle            | Estados Unidos  | White River Amphitheatre        |
| 13 de julio de 2003      | Portland           | Estados Unidos  | Arlene Schnitzer Concert Hall   |
| 15 de julio de 2003      | St. Louis          | Estados Unidos  | UMB Bank Pavilion               |
| 18 de julio de 2003      | Albuquerque        | Estados Unidos  | Journal Pavilion                |
| 19 de julio de 2003      | Minneapolis        | Estados Unidos  | Float-Rite Park                 |
| 20 de julio de 2003      | Tinley Park        | Estados Unidos  | Tweeter Center                  |
| 22 de julio de 2003      | Cleveland          | Estados Unidos  | Blossom Music Center            |
| 24 de julio de 2003      | Detroit            | Estados Unidos  | DTE Energy Music Theater        |
| 26 de julio de 2003      | Toronto            | Canadá          | Hummingbird Center              |
| 28 de julio de 2003      | Montreal           | Canadá          | Metroplis                       |
| 30 de julio de 2003      | Pittsburg          | Estados Unidos  | Post-Gazette Pavilion           |
| 31 de julio de 2003      | Indianápolis       | Estados Unidos  | Verizon Wireless Amphitheater   |
| 2 de agosto de 2003      | Milwaukee          | Estados Unidos  | Alpine Valley                   |
| 3 de agosto de 2003      | Columbus           | Estados Unidos  | Polaris Amphitheatre            |
| 5 de agosto de 2003      | Scranton           | Estados Unidos  | Tweeter Center                  |
| 7 de agosto de 2003      | Filadelfia         | Estados Unidos  | Tweeter Waterfront              |
| 8 de agosto de 2003      | Filadelfia         | Estados Unidos  | The Electric Factory            |
| 9 de agosto de 2003      | Hartford           | Estados Unidos  | Meadows Music Theatre           |
| 11 de agosto de 2003     | Buffalo            | Estados Unidos  | Darien Lake                     |
| 14 de agosto de 2003     | Boston             | Estados Unidos  | Tweeter Center                  |
| 16 de agosto de 2003     | Portland           | Estados Unidos  | Cumberland Country Civic Center |
| 18 de agosto de 2003     | Holmdel            | Estados Unidos  | PNC Banks Arts Center           |
| 21 de agosto de 2003     | Norfolk            | Estados Unidos  | The Norva                       |
| 22 de agosto de 2003     | Bristow            | Estados Unidos  | Nissan Pavilion                 |
| 24 de agosto de 2003     | Charlotte          | Estados Unidos  | Verizon Wireless Amphitheatre   |
| 26 de agosto de 2003     | Atlanta            | Estados Unidos  | HiFi Buys Amphitheatre          |
| 27 de agosto de 2003     | St. Petersburg     | Estados Unidos  | Mahaffey Theatre                |
| 28 de agosto de 2003     | West Palm Beach    | Estados Unidos  | Coral Sky Amphitheatre          |
| Australia                |                    |                 |                                 |
| 13 de septiembre de 2003 | Brisbane           | Australia       | Entertainment Center            |
| 15 de septiembre de 2003 | Melbourne          | Australia       | Vodafone Arena                  |
| 18 de septiembre de 2003 | Canberra           | Australia       | Royal Theater                   |
| 19 de septiembre de 2003 | Sídney             | Australia       | Entertainment Center            |
| 20 de septiembre de 2003 | Newcastle          | Australia       | Entertainment Center            |
| Asia                     |                    |                 |                                 |
| 24 de septiembre de 2003 | Fukuoka            | Japón           | Sun Place Hall                  |
| 25 de septiembre de 2003 | Osaka              | Japón           | Osaka-Jo Hall                   |
| 27 de septiembre de 2003 | Tokio              | Japón           | NK Hall                         |
| 28 de septiembre de 2003 | Tokio              | Japón           | NK Hall                         |
| 30 de septiembre de 2003 | Tokio              | Japón           | Zepp                            |
| 1 de octubre de 2003     | Tokio              | Japón           | Zepp                            |
| 2 de octubre de 2003     | Nagoya             | Japón           | Shimm Hall                      |
| 4 de octubre de 2003     | Seúl               | Corea del Sur   | Stadion Center                  |
| Norteamérica #2          |                    |                 |                                 |
| 10 de octubre de 2003    | Los Ángeles        | Estados Unidos  | Greek Theater                   |
| 12 de octubre de 2003    | San Francisco      | Estados Unidos  | Warfield Theater                |
| 14 de octubre de 2003    | Denver             | Estados Unidos  | Filmore                         |
| 16 de octubre de 2003    | Mineápolis         | Estados Unidos  | Wilkens Auditorium              |
| 17 de octubre de 2003    | Chicago            | Estados Unidos  | Aragon Ballroom                 |
| 18 de octubre de 2003    | Milwaukee          | Estados Unidos  | Eagles Ballroom                 |
| 20 de octubre de 2003    | Hamilton           | Canadá          | Copps Coliseum                  |
| 22 de octubre de 2003    | Nueva York         | Estados Unidos  | Roseland Ballroom               |
| 23 de octubre de 2003    | Boston             | Estados Unidos  | Orpheum Theater                 |
| 25 de octubre de 2003    | Washington         | Estados Unidos  | 9:30 Club                       |
| 26 de octubre de 2003    | Filadelfia         | Estados Unidos  | Tower Theater                   |
| 28 de octubre de 2003    | St. Louis          | Estados Unidos  | Freakers Ball                   |
| 30 de octubre de 2003    | Kansas City        | Estados Unidos  | Freakers Ball                   |
| 31 de octubre de 2003    | Dallas             | Estados Unidos  | Smirnoff Amphitheater           |
| 1 de noviembre de 2003   | Nueva Orleans      | Estados Unidos  | Voodoo Island-City Park         |
| 5 de noviembre de 2003   | Monterrey          | México          | Auditorio Coca-Cola             |
| 7 de noviembre de 2003   | Ciudad de México   | México          | Foro Sol                        |
| Europa #2                |                    |                 |                                 |
| 19 de noviembre de 2003  | Hamburgo           | Alemania        | Arena Color Line                |
| 20 de noviembre de 2003  | Berlín             | Alemania        | Velodrome                       |
| 23 de noviembre de 2003  | Birmingham         | Inglaterra      | Arena NEC                       |
| 25 de noviembre de 2003  | Manchester         | Inglaterra      | Arena MAN                       |
| 26 de noviembre de 2003  | Londres            | Inglaterra      | Alexandra Place                 |
| 28 de noviembre de 2003  | París              | Francia         | Bercy                           |
| 29 de noviembre de 2003  | Dortmund           | Alemania        | Westfalenhalle                  |
| 30 de noviembre de 2003  | Zúrich             | Suiza           | Hallestadion                    |
| 2 de diciembre de 2003   | Marsella           | Francia         | Le Dome                         |
| 4 de diciembre de 2003   | Madrid             | España          | Palacio Vistalegre              |
| 5 de diciembre de 2003   | Barcelona          | España          | Pabellón Olímpico de Badalona   |
| 7 de diciembre de 2003   | Fráncfort del Meno | Alemania        | Festhalle                       |
| 8 de diciembre de 2003   | Múnich             | Alemania        | Olympiahalle                    |
| 10 de diciembre de 2003  | Milán              | Italia          | Palacio Mazda                   |
| 12 de diciembre de 2003  | Viena              | Austria         | Stadhalle                       |
| 14 de diciembre de 2003  | Ámsterdam          | Países Bajos    | Heineken Music Hall             |
| 16 de diciembre de 2003  | Copenhague         | Dinamarca       | Valby Hall                      |
| 18 de diciembre de 2003  | Oslo               | Noruega         | Club Spectrum                   |
| 19 de diciembre de 2003  | Estocolmo          | Suecia          | Hovet                           |
| Norteamérica #3          |                    |                 |                                 |
| 27 de diciembre de 2003  | Auburn Hills       | Estados Unidos  | Palace of Auburn Hills          |
| 28 de diciembre de 2003  | Fairfax            | Estados Unidos  | Patriot Center                  |
| 31 de diciembre de 2003  | Nueva York         | Estados Unidos  | Madison Square Garden           |
| 2 de enero de 2004       | Lowell             | Estados Unidos  | Paul E. Tsongas Arena           |
| 3 de enero de 2004       | Camden             | Estados Unidos  | Tweeter Center                  |